# 佩里縣 (伊利諾伊州)
佩里縣（英語：Perry County）是美國伊利諾伊州南部的一個縣。面積1,157平方公里。根據美國2000年人口普查，共有人口23,094人。縣治平克尼維爾（Pinckneyville）。
成立於1827年1月29日。縣名紀念1812年戰爭英雄奧利弗·哈澤德·佩里。